# Temporada 2003-2004 del Nàstic
Dades de la Temporada 2003-2004 del Gimnàstic de Tarragona.

## Plantilla
Aquesta és la plantilla del Gimnàstic de Tarragona per a la temporada 2003-2004 a la Segona divisió B de la lliga espanyola de futbol.
| - 1 Felip Ortiz Martínez - 2 Marco Antonio Ortega Cotano - 3 Pablo Lusarreta Zabalza - 4 Jesús María Serrano Eugui - 5 Felipe Vaqueriza Rodríguez - 6 Juan José Alfaro Ligero - 7 Jonathan Torres Hernández - 8 Manuel Martínez Lara "Manolo" - 9 Egoitz Sukia Esnaola - 10 Diego Torres Rodríguez - 11 Lluís Codina Codina - 12 David Morales Sánchez - 13 Alejandro Talavera Nos |  | - 14 Abel Buades Vendrell - 15 Luis Miguel López Beltrán - 16 Fernando López Álvarez - 17 Gerard Bordas Bahamontes - 18 Juan Jacob González Rodríguez - 19 David Medina Díaz de López - 20 Alfonso Vera Quintero - 21 Antoni Pinilla Miranda - 22 Álvaro García de Antona - 23 Fernando Cantón Ángel - Luis Miguel Carrión Delgado - Alberto Siria Castro - Juan Leandro José Pérez |

Aquests tres últims jugadors no acabaren la temporada amb l'equip.

## Resultats
L'equip aconseguí classificar-se in extremis per la lligueta d'ascens a segona divisió després de derrotar per 2 a 1 en l'última jornada a un Lleida que ja estava classificat i tot i això es va avançar en el marcador, però dos gols de Diego Torres en la segona part van capgirar el resultat. En la lligueta d'ascens li tocaren com a rivals el Lanzarote, el Madrid B i l'Ourense, sent el Nàstic el millor dels quatre equips i, per tant, guanyant-se un lloc en la divisió de plata de la lliga espanyola.